# Martin Graiciar
Martin Graiciar (Karlovy Vary, 1999. április 11.) cseh korosztályos válogatott labdarúgó, a Mladá Boleslav játékosa kölcsönben a Fiorentina csapatától.

## Pályafutása

### Klubcsapatban
A Sparta Praha és a Viktoria Plzeň korosztályos csapataiban nevelkedett, majd 2015 és 2016 között kölcsönben az Arsenal akadémiájának is tagja volt. 2017-ben az olasz Fiorentina akadémiájára került, de kölcsönbe került augusztus 8-án a cseh Slovan Liberec csapatához. Március 1-jén a kupában az MFK Karviná ellen két gólpasszal debütált. 10 nappal később a bajnokságban a Viktoria Plzeň csapata ellen debütált. Augusztus 19-én az FK Mladá Boleslav ellen megszerezte első két gólját az idegenben 3–0-ra megnyert bajnoki találkozón. 2019. július 29-én kölcsönbe került a Sparta Praha csapatához. 2020. október 1-jén a 2020-21-es szezonra kölcsönbe került a Mladá Boleslav együtteséhez.

### A válogatottban
Részt vett a 2017-es U19-es labdarúgó-Európa-bajnokságon, ahol 3 mérkőzésen egy gólt szerzett.

## Külső hivatkozások
- Martin Graiciar adatlapja a Transfermarkt oldalán (angolul)
- Martin Graiciar adatlapja a Soccerway oldalon (angolul)
- Martin Graiciar adatlapja] a Slovan Liberec oldalán (csehül)